# 날마다 주님과 함께
《날마다 주님과 함께》는 대한민국의 방송국 기독교방송의 라디오 채널 CBS 표준FM에서 매일 오전 5시~ 오전 5시 30분까지 방송하는 라디오 프로그램이다. 2017년 5월 봄 개편 이전까지는 오전 5시 20분부터 방송했으나, 봄 개편 이후 오전 5시부터 5시 20분까지 방송했던 《"오늘을 생각하며"》가 폐지되면서 방송시간이 20분 앞당겨졌다.
목사의 설교를 들려준다. 단, 이 프로그램은 모두 전국방송이다.

## 순서
- 월요일 - 포도나무교회 여주봉 목사
- 화요일 - 예수뿐인교회 조동천 목사
- 수요일 - 새은혜교회 황형택 목사
- 목요일 - 새문안교회 이상학 목사
- 금요일 - 서울대치순복음교회 한별 목사
- 토요일 - 여의도순복음교회 이영훈 목사
- 일요일 - 루터란 아워(루터교)

## 같이 보기
- CBS 표준FM

| CBS 표준FM          |                          |                                |
| 이전                | 날마다 주님과 함께       | 다음                           |
| 새 아침입니다       | 날마다 주님과 함께       | 성서강해 (월~토) 아침강단 (일) |
| 오전 4시 ~ 오전 5시 | 오전 5시 ~ 오전 5시 30분 | 오전 5시 30분 ~ 오전 5시 55분  |
| 55분 교계뉴스       |                          |                                |

| 부산CBS 표준FM           |                          |                                |
| 이전                     | 날마다 주님과 함께       | 다음                           |
| 교계소식                 | 날마다 주님과 함께       | 성서강해 (월~토) 아침강단 (일) |
| 오전 4시 55분 ~ 오전 5시 | 오전 5시 ~ 오전 5시 30분 | 오전 5시 30분 ~ 오전 5시 55분  |
|                          |                          |                                |

| 경남CBS 표준FM      |                          |                                |
| 이전                | 날마다 주님과 함께       | 다음                           |
| 새 아침입니다       | 날마다 주님과 함께       | 성서강해 (월~토) 아침강단 (일) |
| 오전 4시 ~ 오전 5시 | 오전 5시 ~ 오전 5시 30분 | 오전 5시 30분 ~ 오전 5시 55분  |
| 55분 교계뉴스       |                          |                                |

| 대구CBS 표준FM      |                          |                                |
| 이전                | 날마다 주님과 함께       | 다음                           |
| 새 아침입니다       | 날마다 주님과 함께       | 성서강해 (월~토) 아침강단 (일) |
| 오전 4시 ~ 오전 5시 | 오전 5시 ~ 오전 5시 30분 | 오전 5시 30분 ~ 오전 5시 55분  |
| 55분 교계뉴스       |                          |                                |